# 锦石乡
锦石乡，是中华人民共和国湖南省湘潭市湘潭县下辖的一个乡镇级行政单位。

## 行政区划
锦石乡下辖以下地区：
唐家湖村、纯塘村、大荷村、金盘村、金湖村、锦石村、东边山村、苍场村、文佳村、大桥村、太阳村、洄水村、胜利村、东风村、剑峰村、新安村、桂花亭村、枫树坝村、碧泉村、柏圹村、清塘村、泉佳村和莲花塘村。